# Nationalpark Pico de Orizaba

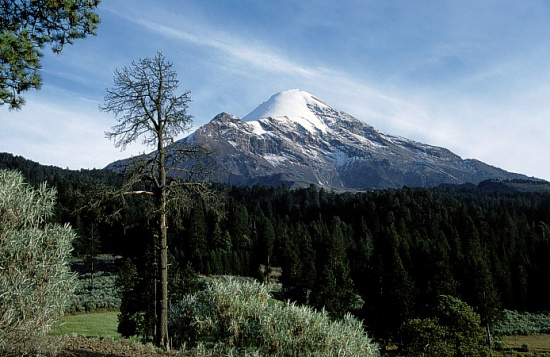
Vulkan Pico de Orizaba

Der im Jahr 1937 eingerichtete Nationalpark Pico de Orizaba befindet sich auf einer Fläche von knapp 200 km² im Grenzgebiet der beiden mexikanischen Bundesstaaten Veracruz und Puebla.

## Lage
Der Naturpark befindet sich etwa 25 km (Luftlinie) nordwestlich der Großstadt Orizaba bzw. ca. 100 km westlich der Hafenstadt Veracruz. 

## Beschreibung
Im Zentrum des im unteren Teil bewaldeten Naturparks erhebt sich der auch in den Sommermonaten schneebedeckte, seit 1846 nahezu inaktive 5636 m hohe Vulkan Pico de Orizaba (auch Citlaltepetl). Etwa 5 km südwestlich des Pico de Orizaba, aber immer noch dem Naturpark zugehörig, erhebt sich der mit 4580 m deutlich kleinere und nur selten von Schnee bedeckte Gipfel des erloschenen Vulkans Sierra Negra.

## Flora
Charakteristische Bäume im Gebiet des Nationalparks sind Pinus hartwegii, Abies religiosa, Pinus ayacahuite, Abies hickelii und Alnus jorullensis.

## Aktivitäten
In den tiefer gelegenen Bereichen des Naturparks ist das Wandern möglich. Während der Sierra Negra von der ca. 2560 m hoch gelegenen Stadt Ciudad Serdán eher leicht zu erreichen und mit festem Schuhwerk in einer Tagestour zu besteigen ist, sollte eine mindestens zwei Tage in Anspruch nehmende Besteigung des Gipfels des Pico de Orizaba nur mit geeigneter Ausrüstung und unter der Anleitung eines ortskundigen Führers unternommen werden.